# CSCL Globe

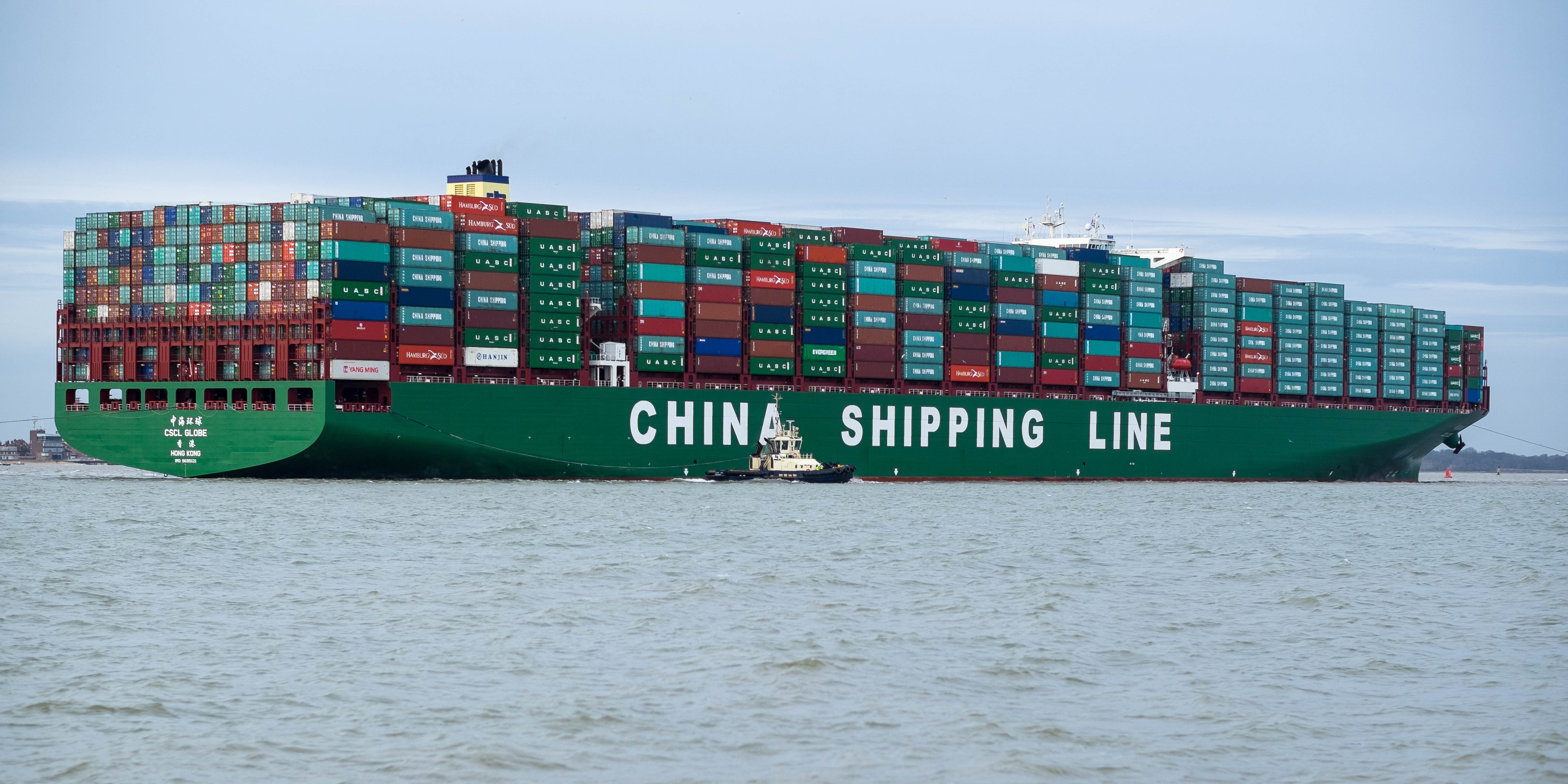
CSCL Globe

CSCL Globe — одно из крупнейших в мире судов-контейнеровозов. Головное судно серии из 5 судов. На момент спуска на воду (в ноябре 2014) был крупнейшим контейнеровозом (19100 TEU). Порт приписки — Гонконг. 
Оснащено дизельным двигателем фирмы MAN B&W марки 12S90ME-C Mark 9.2, мощность которого составляет 69 720 кВт при 84 об/мин, высота 17,2 м). Имеет длину 1312 футов (400 м). По длине он равен «Mærsk Mc-Kinney Møller», чуть уступает ему в ширине, однако превосходит по грузоподъемности (19100 TEU).